# Santander Consumer Bank (Deutschland)

Logo bis 2018

Die Santander Consumer Bank AG ist ein deutsches Kreditinstitut in der Rechtsform einer Aktiengesellschaft mit Unternehmenszentrale in Mönchengladbach. Sie ist eine hundertprozentige Tochter der spanischen Banco Santander S.A.
Die Santander Gruppe gehört mit über 165 Millionen Kunden und Präsenz in mehr als 16 Ländern zu den größten Banken der Welt. In Deutschland ist die Bank mit der Santander Consumer Bank AG vertreten. Die Santander Consumer Bank AG weist einen Kreditbestand in Höhe von 32,0 Milliarden Euro auf und hat rund 3,5 Millionen Kunden.
Das Geschäftsmodell der Santander Consumer Bank AG stützt sich auf drei Säulen: das Privatkundengeschäft, die Kfz-Finanzierung und die Konsumgüterfinanzierung. Die Santander Consumer Bank AG ist die größte herstellerunabhängige Bank im Bereich Auto, Motorrad, und (Motor-)Caravan und unterhält zehn Händler-Vertriebs-Center in den Ballungsräumen Hamburg, Frankfurt, Leipzig, München, Hannover, Berlin, Stuttgart und Mönchengladbach. Das Konsumentenkreditgeschäft konzentriert sich auf die Handelssparten Unterhaltungselektronik, Computer und Möbel.
Die Santander Consumer Bank AG unterhält in Deutschland ca. 189 Filialen. Sämtliche Bankdienstleistungen werden auch direkt via Online- und Telefon-Banking angeboten. Insgesamt beschäftigt Santander in Deutschland mehr als 4.900 Mitarbeiter.
Die Santander Consumer Bank AG ist Mitglied im Cashpool, im Bankenfachverband e. V., in der Bankenarbeitsgemeinschaft e. V. und im Verband deutscher Pfandbriefbanken. Santander ist dem Einlagensicherungsfonds des Bundesverbands deutscher Banken angeschlossen.

## Geschichte

Historisches Logo

Die Bank wurde 1957 als Curt Briechle KG Absatzfinanzierung vom gleichnamigen Kaufmann in Mönchengladbach als Absatzfinanzierungsgesellschaft für Automobile gegründet. Im Jahr 1968 wurde das Unternehmen in eine Aktiengesellschaft umgewandelt und in Bankhaus Centrale Credit AG umfirmiert.
1987 erwarb die spanische Großbank Banco Santander Central Hispano (BSCH) die Bank zu 100 % und benannte sie in CC-Bank AG um. Im Jahr 1988 erwarb die Royal Bank of Scotland 50 % der Aktien der CC-Bank. Im Jahr 1996 kaufte die Santander Central Hispano die Aktien von der Royal Bank of Scotland wieder zurück.
2002 fusionierte die in Köln beheimatete AKB Privat- und Handelsbank mit der CC-Bank AG. Die Kölner Hauptverwaltung der AKB am Friesenplatz wurde aufgelöst. Im Jahr 2003 wurde die ebenfalls zur BSCH-Gruppe gehörende Santander Direkt Bank AG aus Frankfurt mit der CC-Bank verschmolzen.
Zum 1. Oktober 2004 wurde der Marktauftritt der Bank an das Corporate Design der spanischen Muttergesellschaft angepasst. Seitdem hieß die Marke Santander Consumer CC-Bank; die offizielle Firmierung lautete zunächst weiterhin CC-Bank AG. Im August 2007 erfolgte die offizielle Umfirmierung im Handelsregister zur Santander Consumer Bank AG.
Am 1. Juli 2008 verkaufte die Royal Bank of Scotland ihre Konsumentenkreditgeschäftseinheit ECF (European Consumer Finance) an die Santander Consumer Finance. Darunter fiel auch die RBS (RD Europe) GmbH mit Niederlassungen in Ratingen (Deutschland), Houten (Niederlande), Merelbeke (Belgien) und Wien (Österreich), die nun organisatorisch zur deutschen Santander Consumer Holding GmbH gehören. Durch den Kauf wurde auch die Handelsmarke ComfortCard in den genannten Ländern übernommen.
Zum 1. Juli 2009 ging die bereits im November 2008 erworbene GE Money Bank GmbH aus Hannover in der Santander Consumer Bank AG auf.
Im Juli 2010 wurde bekannt, dass das deutsche Privatkundengeschäft der SEB an Banco Santander verkauft wird. Der Kaufpreis für die 173 SEB-Filialen betrug 555 Millionen Euro. Zum 31. Januar 2011 ging das Privatkundengeschäft mit etwa 1 Million Kunden und etwa 2.400 Mitarbeitern an Santander über und firmiert nun unter Santander Bank – Zweigniederlassung der Santander Consumer Bank AG.
Am 1. Juli 2016 startete die PSA Bank Deutschland GmbH, ein Joint Venture, an dem die Santander Consumer Bank AG zu 50 Prozent beteiligt ist. Die PSA Bank bietet mit den Marken Peugeot Bank und Citroën Bank Autofinanzierungen, Leasingprodukte und Händlereinkaufsfinanzierungen an. Über die PSA Direktbank stehen Einlagenprodukte zur Verfügung.
Im September 2016 erlangte die Santander Consumer Bank AG die Pfandbrieflizenz. Ende November 2017 hat die Bank erstmals einen Pfandbrief begeben.
2018 vereinheitlicht die Santander Consumer Bank AG ihren Markenauftritt und wird in Deutschland nur noch mit „Santander“ auftreten. Im Zuge dessen wurden die Vertriebsnetze von „Santander Consumer Bank“, „Santander Direkt Bank“ und „Santander Bank“ zusammengelegt.

## Unternehmenszentrale und New-Work-Konzept
Da nach der Fusion mit der AKB Bank im Jahr 2002 die Mitarbeiterzahl auf über 1.300 stieg und diese an fünf verschiedenen Standorten in Mönchengladbach arbeiteten, wurde bis Mitte 2007 an der Karmannsstraße in Mönchengladbach eine neue Unternehmenszentrale unter der Adresse Santander-Platz 1 gebaut.
In dem von den Architekten Hentrich-Petschnigg & Partner geplanten Gebäude arbeiten die Mitarbeiter der Santander Consumer Bank AG mit dem sogenannten New-Work-Konzept. Besprechungsräume für größere Gruppen bzw. kleine Räume, sogenannte „Think Tanks“, für 1 bis 3 Personen dienen der Kommunikation genauso wie „Chillout-Lounges“ oder Kaffeebars.
Zwischen 2013 und 2015 entstand ebenfalls in Mönchengladbach an der Madrider Straße im Nordpark in Sichtweite des Borussia-Parks ein weiterer Gebäudekomplex, der in seiner Form und Aufteilung an die Unternehmenszentrale am Santander-Platz angelehnt ist.

## Beteiligungen
Die Santander Consumer Bank AG hält zum Stichtag 31. Dezember 2023 Beteiligungen an folgenden Gesellschaften:
Santander Consumer Leasing GmbH, Mönchengladbach (100 %)
Santander Consumer Technology Services GmbH, Mönchengladbach (100 %)
Santander Consumer Operations Services GmbH, Mönchengladbach (100 %)
Hyundai Capital Bank Europe GmbH, Frankfurt a. M. (51 %)
MCE Bank GmbH, Flörsheim a. M. (90,01 %)
VCFS Germany GmbH, Köln (50 %)
Schufa Holding AG, Wiesbaden (0,55 %)

## Engagement
Im globalen Unternehmensbereich Santander Universities unterstützt Santander Studierende und Höhere Bildung weltweit und unterhält Partnerschaften zu mehr als 1.200 akademischen Institutionen in 20 Ländern weltweit, darunter zu den deutschen Universitäten Bremen, Heidelberg, Köln, der Humboldt-Universität zu Berlin, der Freien Universität Berlin, der Heinrich-Heine-Universität Düsseldorf, der Justus-Liebig-Universität Gießen, der Goethe-Universität Frankfurt, der Georg-August-Universität Göttingen, der Westfälischen Wilhelms-Universität Münster, der Universität des Saarlandes, der Eberhard Karls Universität Tübingen, der Technischen Universität Dresden, der Technischen Universität München sowie der Hochschule Niederrhein.
Darüber hinaus ist Santander Universitäten Premium-Partner des Deutschen Hochschulverband und Partner des Stifterverband für die deutsche Wissenschaft.

## Kritik
Die Santander Consumer Bank AG ist kein Mitglied im Arbeitgeberverband des privaten Bankgewerbes und somit nicht an Tarifverträge gebunden. Bei Santander herrscht nach Gewerkschaftsangaben ein „Wildwuchs von unterschiedlichen Vergütungen“, der in den letzten Jahren durch die Zukäufe von Banken entstanden sei. Knapp ein Drittel der Arbeitnehmer seien in einer hauseigenen Leiharbeitsfirma und ausgelagerten Tochtergesellschaften beschäftigt. Laut Jörg Reinbrecht vom ver.di-Fachbereich Finanzdienstleistungen gebe es „sogar Beschäftigte, die nur auf Provisionsbasis arbeiten, ganz ohne Festgehalt. Sie arbeiten in kleinen Filialen, die nur Kredite verkaufen, nichts anderes“. Die Bank bestreitet dies.
Die Gewerkschaft ver.di verhandelte seit Februar 2012 mit Santander über einen Haustarifvertrag. Insbesondere die von SEB übernommenen Beschäftigten forderten die Weitergeltung ihres Tarifvertrags für alle Santander-Mitarbeiter. Im April 2013 kam es nach 14 Monaten Verhandlungsdauer zu einer Einigung zwischen Santander und ver.di. Für die Beschäftigten in den Filialen trat rückwirkend zum 1. April 2013 ein Tarifvertrag in Kraft. Für die Beschäftigten in den Hauptverwaltungen gilt weiterhin kein Tarifvertrag; die Santander Consumer Bank hat sich für 2014 zu Tarifverhandlungen mit ver.di verpflichtet.
Santander rückte im Frühjahr 2012 vom kostenlosen Girokonto ab und verlangte von einem Teil der Kunden wieder Kontoführungsgebühren. Die Information der betroffenen Kunden wurde als Marketingaktion verpackt. Die Bank bietet inzwischen wieder das kostenlose Girokonto ohne Bedingungen Santander BestGiro an.
In einem Urteil vom November 2012 sah das Landgericht Mönchengladbach in der Vorgehensweise der Bank eine Irreführung der Kunden, eine Vertragsänderung bedürfe der ausdrücklichen Zustimmung des Kunden.
Verbraucherschützer kritisieren außerdem unzulässige Gebühren für Kredite. So verlange Santander bei Ratenkrediten Bearbeitungsgebühren in Höhe von bis zu 3,5 Prozent der Kreditsumme. Inzwischen liegen wegen Kreditbearbeitungsgebühren mehrere Gerichtsurteile auch gegen Santander vor. Verbraucherschützer haben wegen der Vielzahl der Betroffenen eine Schutzgemeinschaft für Bankkunden organisiert, die in 150 Fällen bereits Klagen gegen Banken zur Rückzahlung der Gebühren erhoben hat.
Verbraucherschützer kritisierten 2015 unberechtigte und unzulässig hohe Gebühren für Adressermittlungen, Mahnungen und geplatzte Lastschriften.